# CDC42SE2
CDC42SE2 (англ. CDC42 small effector 2) – білок, який кодується однойменним геном, розташованим у людей на 5-й хромосомі. Довжина поліпептидного ланцюга білка становить 84 амінокислот, а молекулярна маса — 9 223.
| 10         |  | 20         |  | 30         |  | 40         |  | 50         |
| ---------- |  | ---------- |  | ---------- |  | ---------- |  | ---------- |
| MSEFWLCFNC |  | CIAEQPQPKR |  | RRRIDRSMIG |  | EPTNFVHTAH |  | VGSGDLFSGM |
| NSVSSIQNQM |  | QSKGGYGGGM |  | PANVQMQLVD |  | TKAG       |  |            |

A: Аланін

C: Цистеїн

D: Аспарагінова кислота

E: Глутамінова кислота

F: Фенілаланін

G: Гліцин

H: Гістидин

I: Ізолейцин

K: Лізин

L: Лейцин

M: Метіонін

N: Аспарагін

P: Пролін

Q: Глутамін

R: Аргінін

S: Серин

T: Треонін

V: Валін

W: Триптофан

Кодований геном білок за функцією належить до фосфопротеїнів. 
Задіяний у такому біологічному процесі, як пдтримання форми клітини. 
Локалізований у клітинній мембрані, цитоплазмі, цитоскелеті, мембрані, клітинних відростках.